# Сен-Бонифас (Манитоба)
Сен-Бонифас (фр. Saint Boniface, букв. «Святой Бонифаций») — франкоканадский квартал в одном из пригородов Виннипега (провинция Манитоба, Канада) с населением около 65 тыс. человек (Перепись населения Канады в 2006 году), центр языковой и культурной жизни франко-манитобского меньшинства. 

## История
Сен-Бонифас некогда представлял собой небольшой отдельный городок с центром у величественного католического собора в честь Святого Бонифация, который впоследствии был поглощён агломерацией Виннипега. Большинство франкофонов города, которые составляют 4,4 % его населения, по-прежнему сосредоточены именно в этом квартале, известном также благодаря единственному франкоязычному ВУЗу Западной Канады, который именуется Университетский колледж Сен-Бонифас и является одним из филиалов государственного университета Манитобы.

## Достопримечательности
- Собор святого Бонифация

## Известные уроженцы и жители
- Луи Риэль — один из важнейших канадских политических деятелей.
- Роберт Хантер — один из основателей Гринпис.